# Parque del Sol
O Parque del Sol é um parque urbano localizado na cidade de Fortaleza, Ceará, sendo constituído por uma área verde mais de 30000 m², um riacho e uma extensa praça com diversos equipamentos de lazer. 

## Localização
O Parque del Sol localiza-se entre os bairro Cidade dos Funcionários, Cambeba e Parque Iracema. Tendo como principais vias de acesso a Rua Joãozito Arruda, Rua Mauro Freire, Rua Leda Porto Freire e Rua Evaristo da Veiga.

### Transporte Publico
A principal linha de ônibus que leva ao Parque del Sol é a linha 825 (Cidade dos Funcionários-Jardim das Oliveiras-Papicu).

## Estrutura

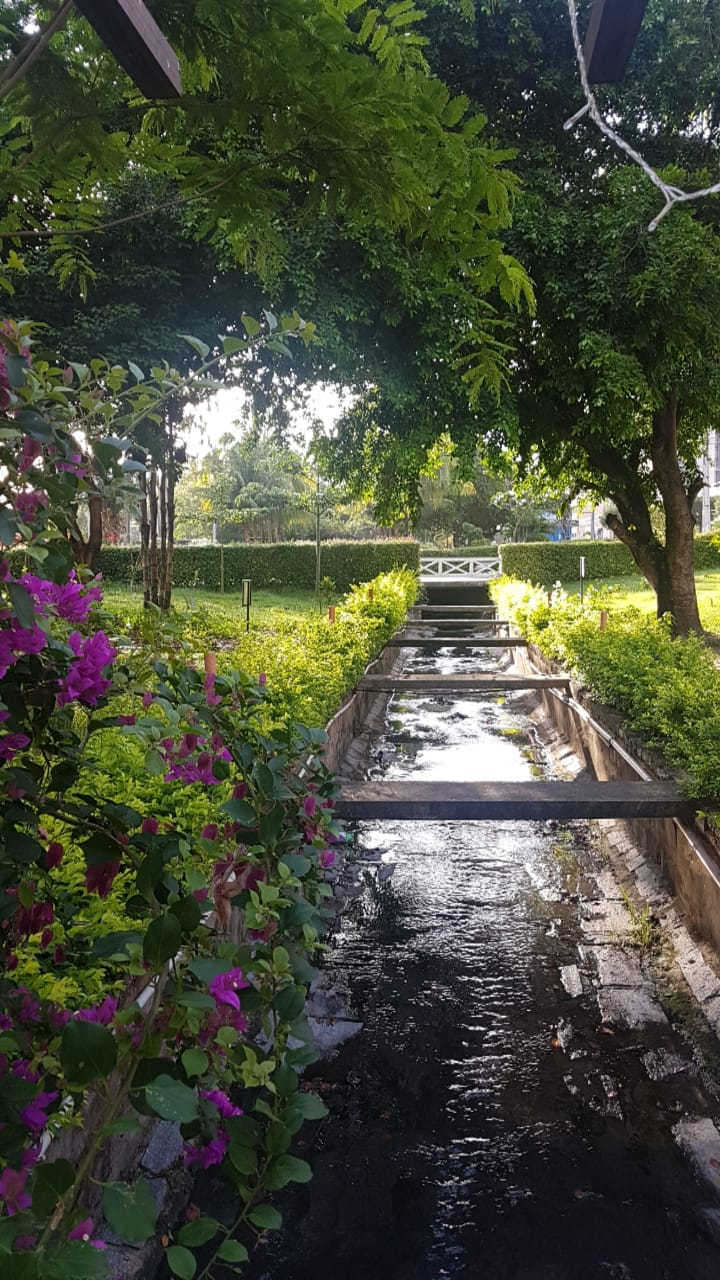
Riacho que cruza o Parque Del Sol

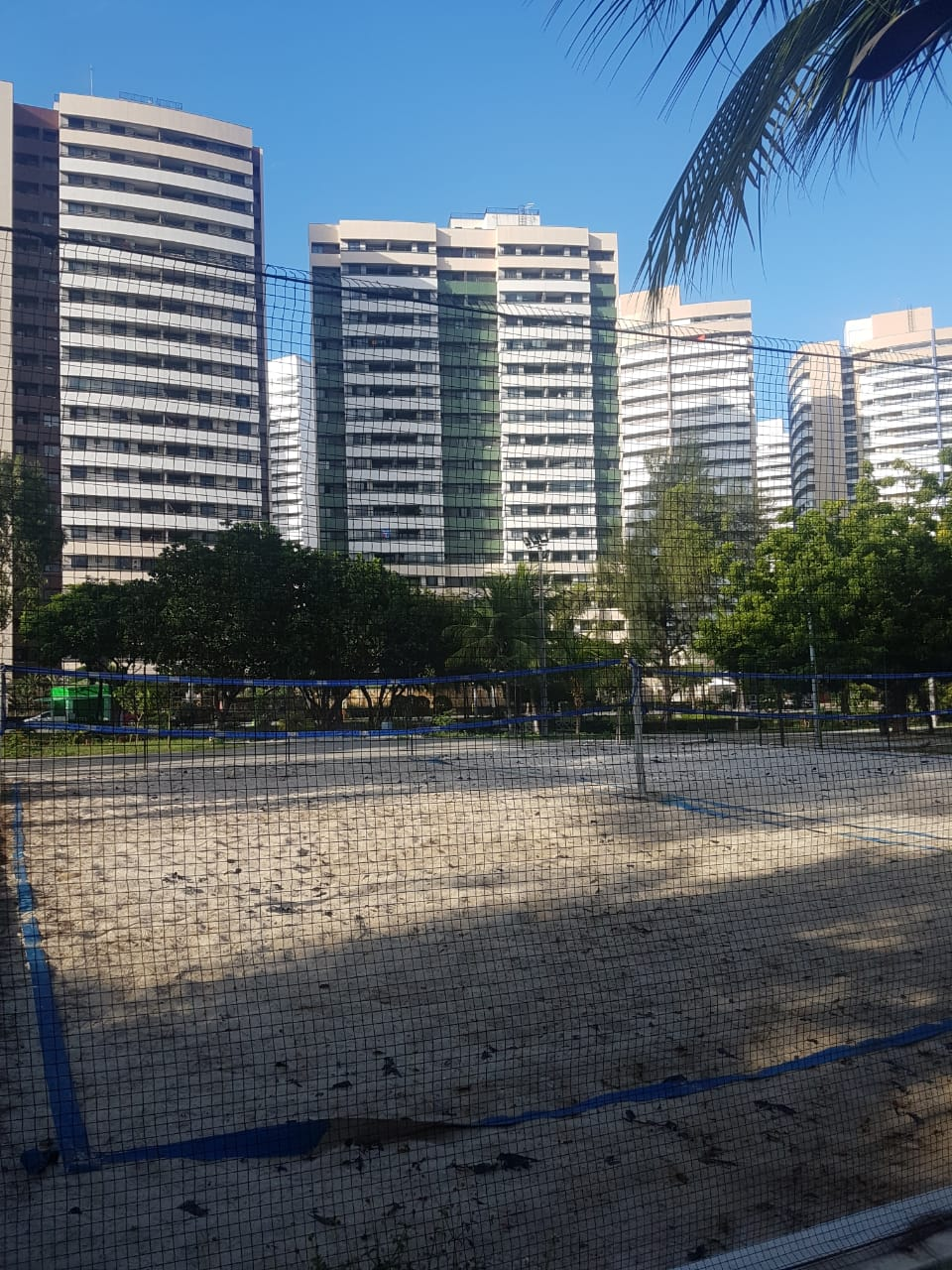
Complexo Esportivo do Parque Del Sol

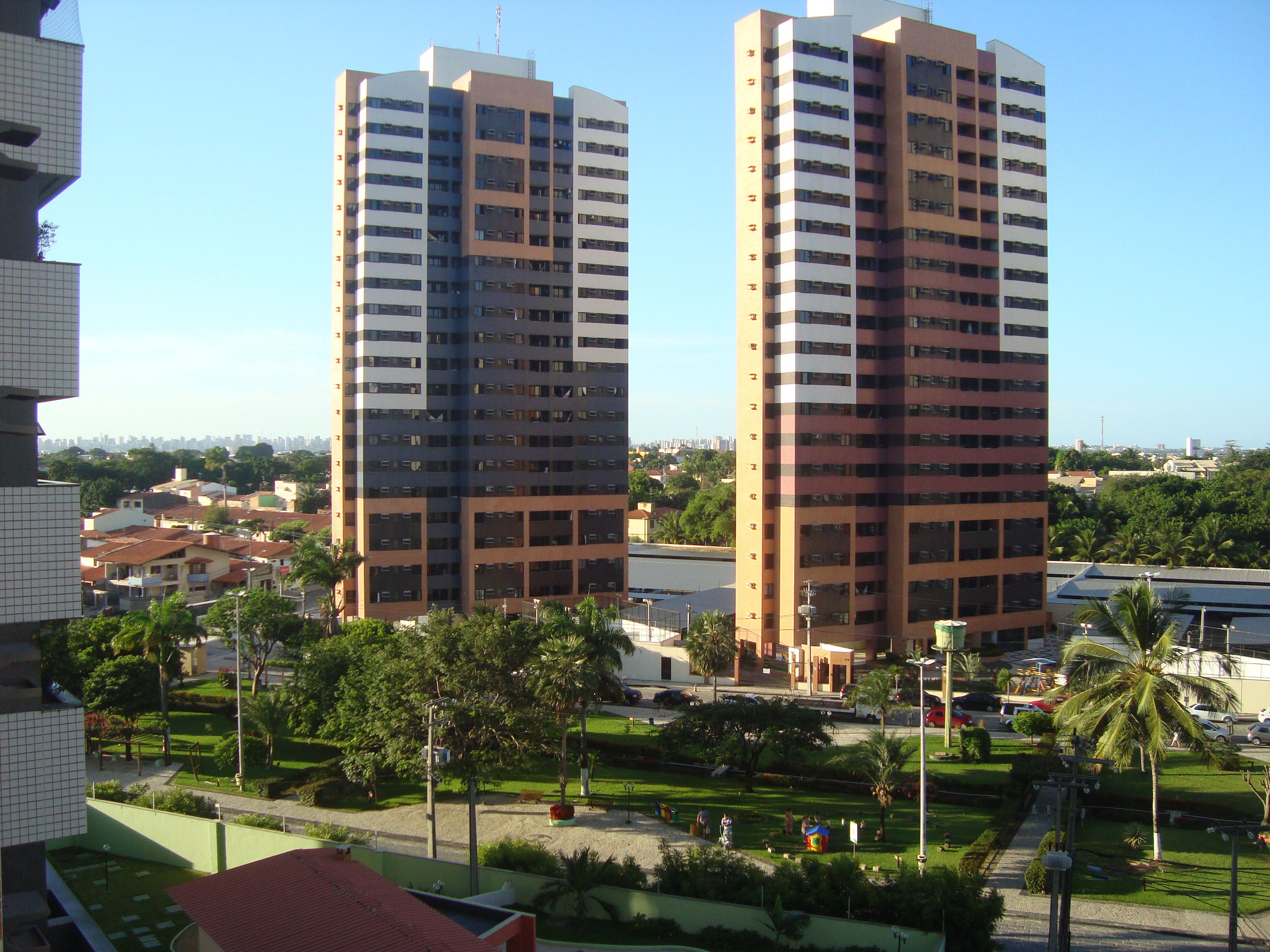
Praça do Parque Del Sol.

O Parque Del Sol abriga uma área verde de mais de 30.000 metros quadrados, contendo playgroud, riachos, pontes, espaço para eventos, restaurante, área para piquenique, caramanchões, lago com peixes ornamentais, quadras de tênis, campos de futebol, quadras de vôlei de praia, espaço kids, bancas de revistas, quiosques, pista de cooper, pórtico e um centro cultural, e ao seu redor está situado o "Complexo Parque Del Sol", um complexo de dezenas de condomínios de apartamentos, o Centro Comercial Parque Del Sol, espaço que conta com restaurante,pizzaria, açaí, salas de estudo, lojas de roupas, caixa 24 horas, escritórios e etc, o Centro Administrativo do Ceará, o Lago Jacarey e uma série de supermercados e escolas. 
Além disso, existem no Parque Del Sol quiosques com comidas típicas, como tapioca e cuscuz, espaços de massoterapia, banca de revistas e food trucks.

### Atividades
- A Pista de cooper e fitness center do Parque del Sol é considerada uma das melhores de toda a cidade de Fortaleza, atraindo centenas de pessoas de toda a cidade para praticar exercícios físicos.
- As áreas para piqueniques ficam à sombra de árvores. Uma das áreas fica próxima ao complexo esportivo e a outra área na Rua Mauro Freire.
- No Centro do Parque concentram-se os eventos esportivos, culturais, de lazer e educação ambiental, destacando-se as feirinhas de artesanato aos fins de semana
- O Complexo esportivo constituído por um campo de futebol society, duas quadras de tênis, um quadra poliesportiva e duas quadras de vôlei de praia/ beach tênis. Existe também no Parque Del Sol, uma assessoria esportiva que fornece aulas das mais diversas modalidades, além de zumba e cross fit.

Recebe também frequentemente eventos esportivos de ciclismo e corrida 